# Ako Mitchell
Ako Mitchell ist ein britisch-US-amerikanischer Theater- und Filmschauspieler, Synchronsprecher,  Drehbuchautor, Filmproduzent und Filmregisseur. 

## Leben
Mitchell begann ab Mitte der 2000er Jahre mit ersten Synchronsprechertätigkeiten für verschiedene Videospiele. Sein Fernsehfilmdebüt gab er 2012 im Tierhorrorfilm Lake Placid 4 in der Rolle des Dennis Anderson. 2016 spielte er im deutschen Kurzfilm Der Assi, die Frau Doktor und der kosmische Hug die Rolle des George Ice Davis. Der Film feierte seine Premiere am 20. Juni 2016 im Filmcafé Berlin. 2019 hatte er eine Nebenrolle in Johnny English – Man lebt nur dreimal inne.
Seit Mitte der 2000er Jahre betätigt er sich außerdem als Filmschaffender in verschiedenen Funktionen. Er ist auch als Theaterdarsteller tätig und war unter anderen Ende 2021 in dem Stück Indecent Proposal in der Rolle des Larry im Southwark Playhouse zu sehen. Weitere Rollen hatte er in den Stücken Sister Act und Fences im London's West End.

## Filmografie (Auswahl)

### Schauspiel
- 2012: Lake Placid 4 (Lake Placid: The Final Chapter, Fernsehfilm)
- 2014: I'm in the Corner with the Bluebells (Kurzfilm)
- 2016: Der Assi, die Frau Doktor und der kosmische Hug (Kurzfilm)
- 2016: Berlin Station (Fernsehserie, Episode 1x09)
- 2016: The Time Traveller's Support Group (Kurzfilm)
- 2018: Silent Witness (Fernsehserie, Episode 21x05)
- 2019: Johnny English – Man lebt nur dreimal (Johnny English Strikes Again)
- 2019: GameFace (Fernsehserie, 2 Episoden)
- 2020: Incredible Ant (Fernsehserie)
- 2020: Avenue 5 (Fernsehserie, Episode 1x01)
- 2020: Dr. Seuss' the Grinch Musical (Fernsehfilm)
- 2022: Doctor Strange in the Multiverse of Madness

### Produktion
- 2005: 500 Years Later (Dokumentation)
- 2007: Dogfight (Kurzfilm)
- 2014: I'm in the Corner with the Bluebells (Kurzfilm)
- 2016: Box Red (Kurzfilm)
- 2021: Two and a Half Minutes (Kurzfilm)

### Drehbuch/Regie
- 2007: Dogfight (Kurzfilm)
- 2014: I'm in the Corner with the Bluebells (Kurzfilm; auch Filmschnitt)
- 2016: Box Red (Kurzfilm; auch Filmschnitt)
- 2017: I Promise (Kurzfilm; auch Filmschnitt)
- 2021: Two and a Half Minutes (Kurzfilm; auch Filmschnitt)

## Synchronisationen (Auswahl)
- 2005: Crime Life: Gang Wars (Videospiel)
- 2010: Aliens vs. Predator (Videospiel)
- 2011: Driver: San Francisco (Videospiel)
- 2013: Company of Heroes 2 (Videospiel)
- 2013: Ace Discovery (Kurzfilm, Sprechrolle)
- 2014: Escape Dead Island (Videospiel)
- 2014: The Crew (Videospiel)
- 2015: Randal's Monday (Videospiel)
- 2016: DJ Cluck & MC Mole (Kurzfilm, Sprechrolle)
- 2016: Sutâ ôshan: Anamuneshisu (Videospiel)
- 2017: Horizon Zero Dawn (Videospiel)
- 2017: Mass Effect: Andromeda (Videospiel)
- 2017: The Surge (Videospiel)
- 2018: A Way Out (Videospiel)
- seit 2018: Hilda (Zeichentrickserie)
- 2019: Anthem (Videospiel)
- 2020: Dreams (Videospiel)
- 2020: Cyberpunk 2077 (Videospiel)
- 2021: Ninja Express (Fernsehserie)

## Theater (Auswahl)
- Pilot in Nick Lloyd Webber’s The Little Prince (Savoy Theatre)
- Mitch in Spelling Bee (Donmar Warehouse)
- Mufasa in The Lion King (Lyceum Theatre-West End)
- Coalhouse Walker Jr. in Ragtime (Charing Cross Theatre)
- Larry in Indecent Proposal (Southwark Playhouse)